# Кубок Джей-ліги
Кубок японської Джей-ліги (яп.яп. Jリーグカップ) — змагання для японських футбольних клубів Джей-ліги. Щорічно проводиться Японською футбольною асоціацією. Засноване в 1992 році.
Нині турнір має назву «Yamazaki Nabisco Cup» за назвою основного спонсора змагання.
З 2007 року переможець турніру кваліфікується на участь у Кубку банку Суруга.

## Поточний формат
Формат змагань змінюється практично щороку залежно від участі японських команд у міжнародних турнірах.

## Фінали
| Рік  | Переможець          | Рахунок        | Фіналіст                   | Стадіон                                               |
| ---- | ------------------- | -------------- | -------------------------- | ----------------------------------------------------- |
| 1992 | Верді Кавасакі      | 1–0            | Сімідзу С-Палс             | Національний стадіон, Токіо                           |
| 1993 | Верді Кавасакі      | 2–1            | Сімідзу С-Палс             | Національний стадіон, Токіо                           |
| 1994 | Верді Кавасакі      | 2–0            | Джубіло Івата              | Kobe Universiade Memorial Stadium, Кобе               |
| 1995 | Не проводився       | Не проводився  | Не проводився              | Не проводився                                         |
| 1996 | Сімідзу С-Палс      | 3–3 (5–4 пен.) | Верді Кавасакі             | Національний стадіон, Токіо                           |
| 1997 | Касіма Антлерс      | 2–1 5–1        | Джубіло Івата              | 1-ий матч: «Ямаха», Івата 2-ий матч: «Касіма», Касіма |
| 1998 | Джубіло Івата       | 4–0            | ДЖЕФ Юнайтед               | Національний стадіон, Токіо                           |
| 1999 | Касіва Рейсол       | 2–2 (5–4 пен.) | Касіма Антлерс             | Національний стадіон, Токіо                           |
| 2000 | Касіма Антлерс      | 2–0            | Кавасакі Фронтале          | Національний стадіон, Токіо                           |
| 2001 | Йокогама Ф. Марінос | 0–0 (3–1 пен.) | Джубіло Івата              | Національний стадіон, Токіо                           |
| 2002 | Касіма Антлерс      | 1–0            | Урава Ред Даймондс         | Національний стадіон, Токіо                           |
| 2003 | Урава Ред Даймондс  | 4–0            | Касіма Антлерс             | Національний стадіон, Токіо                           |
| 2004 | Токіо               | 0–0 (4–2 пен.) | Урава Ред Даймондс         | Національний стадіон, Токіо                           |
| 2005 | ДЖЕФ Юнайтед        | 0–0 (5–4 пен.) | Гамба Осака                | Національний стадіон, Токіо                           |
| 2006 | ДЖЕФ Юнайтед        | 2–0            | Касіма Антлерс             | Національний стадіон, Токіо                           |
| 2007 | Гамба Осака         | 1–0            | Кавасакі Фронтале          | Національний стадіон, Токіо                           |
| 2008 | Ойта Трініта        | 2–0            | Сімідзу С-Палс             | Національний стадіон, Токіо                           |
| 2009 | Токіо               | 2–0            | Кавасакі Фронтале          | Національний стадіон, Токіо                           |
| 2010 | Джубіло Івата       | 5–3 д.ч.       | Санфречче Хіросіма         | Національний стадіон, Токіо                           |
| 2011 | Касіма Антлерс      | 1–0 д.ч.       | Урава Ред Даймондс         | Національний стадіон, Токіо                           |
| 2012 | Касіма Антлерс      | 2–1 д.ч.       | Сімідзу С-Палс             | Національний стадіон, Токіо                           |
| 2013 | Касіва Рейсол       | 1–0            | Урава Ред Даймондс         | Національний стадіон, Токіо                           |
| 2014 | Гамба Осака         | 3–2            | Санфречче Хіросіма         | «Сайтама 2002», Сайтама                               |
| 2015 | Касіма Антлерс      | 3–0            | Гамба Осака                | «Сайтама 2002», Сайтама                               |
| 2016 | Урава Ред Даймондс  | 1–1 (5–4 пен.) | Гамба Осака                | «Сайтама 2002», Сайтама                               |
| 2017 | Сересо Осака        | 2–0            | Кавасакі Фронтале          | «Сайтама 2002», Сайтама                               |
| 2018 | Сьонан Бельмаре     | 1–0            | Йокогама Ф. Марінос        | «Сайтама 2002», Сайтама                               |
| 2019 | Кавасакі Фронтале   | 3–3 (5–4 пен.) | Хоккайдо Консадолє Саппоро | «Сайтама 2002», Сайтама                               |
| 2020 | Токіо               | 2–1            | Касіва Рейсол              | Національний стадіон, Токіо                           |
| 2021 | Наґоя Ґрампус       | 2–0            | Сересо Осака               | «Сайтама 2002», Сайтама                               |
| 2022 | Санфречче Хіросіма  | 2–1            | Сересо Осака               | Національний стадіон, Токіо                           |
| 2023 | Авіспа Фукуока      | 2–1            | Урава Ред Даймондс         | Національний стадіон, Токіо                           |
| 2024 | Наґоя Ґрампус       | 3–3 (5–4 пен.) | Альбірекс Ніїґата          | Національний стадіон, Токіо                           |

## Переможці
| Клуб                       | Перемог | Фіналів | Сезони перемог                     | Сезони фіналів               |
| -------------------------- | ------- | ------- | ---------------------------------- | ---------------------------- |
| Касіма Антлерс             | 6       | 3       | 1997, 2000, 2002, 2011, 2012, 2015 | 1999, 2003, 2006             |
| Токіо Верді                | 3       | 1       | 1992, 1993, 1994                   | 1996                         |
| Токіо                      | 3       | 0       | 2004, 2009, 2020                   |                              |
| Урава Ред Даймондс         | 2       | 5       | 2003, 2016                         | 2002, 2004, 2011, 2013, 2023 |
| Джубіло Івата              | 2       | 3       | 1998, 2010                         | 1994, 1997, 2001             |
| Гамба Осака                | 2       | 3       | 2007, 2014                         | 2005, 2015, 2016             |
| ДЖЕФ Юнайтед               | 2       | 1       | 2005, 2006                         | 1998                         |
| Касіва Рейсол              | 2       | 1       | 1999, 2013                         | 2020                         |
| Наґоя Ґрампус              | 2       | 0       | 2021, 2024                         |                              |
| Сімідзу С-Палс             | 1       | 4       | 1996                               | 1992, 1993, 2008, 2012       |
| Кавасакі Фронтале          | 1       | 4       | 2019                               | 2000, 2007, 2009, 2017       |
| Сересо Осака               | 1       | 2       | 2017                               | 2021, 2022                   |
| Санфречче Хіросіма         | 1       | 2       | 2022                               | 2010, 2014                   |
| Йокогама Ф. Марінос        | 1       | 1       | 2001                               | 2018                         |
| Ойта Трініта               | 1       | 0       | 2008                               |                              |
| Сьонан Бельмаре            | 1       | 0       | 2018                               |                              |
| Авіспа Фукуока             | 1       | 0       | 2023                               |                              |
| Хоккайдо Консадолє Саппоро | 0       | 1       |                                    | 2019                         |
| Альбірекс Ніїґата          | 0       | 1       |                                    | 2024                         |